# WT Social
WT.Social, também conhecido como WikiTribune Social ou Trust Café, é uma rede social e serviço de microblogging dos Estados Unidos, em que os utilizadores podem criar "subwikis". Foi fundada em outubro de 2019 por Jimmy Wales, cofundador da Wikipédia, como alternativa ao Facebook e ao Twitter. Não existem anúncios, pois o serviço é financiado por doações. Em novembro de 2019 possuía 200 mil utilizadores. Em 2023 foi lançado um beta para uma versão sucessora, com a marca "Trust Café".

## Criação e lançamento
Jimmy Wales criou o WT.Social (originalmente formatado como "WT:Social") depois de ter ficado frustrado com o conteúdo do Facebook e do Twitter, a que chamou "disparates clickbait". O formato pretende combater a propagação de notícias falsas com notícias factuais e hiperligações para as fontes. Os utilizadores podem denunciar conteúdos enganosos. A WT.Social permite aos utilizadores partilhar hiperligações para sítios de notícias com outros utilizadores em "subwikis". Ao contrário do antecessor, a WT.Social não teve crowdfunding para "manter um rigoroso controlo sobre as despesas."
O sítio foi lançado em outubro de 2019 por Wales. Quando um novo utilizador se registava, é colocado numa lista de espera com milhares de outros, a não ser que doassem dinheiro ou partilhassem uma hiperligação com amigos. Em 6 de novembro, o sítio tinha 25 mil utilizadores. Em meados de novembro eram 200 mil.